# Francesco D'Auria
Francesco Mariano D'Auria (1841 – 1919) è stato un direttore d'orchestra e compositore italiano naturalizzato statunitense.
Iniziò la sua carriera nel suo paese natale, ma dopo il 1881 fu attivo in America del Nord. Alcune delle sue composizioni più famose includono le cantate The Sea King's Bride (1890), Crusader's Ransom (1891) e Gulnare (1892); quest'ultima è considerata il suo lavoro migliore e più innovativo. Alcune delle sue canzoni furono pubblicate da Abraham Nordheimer tra il 1888 e il 1893 e Whaley Royce pubblicò uno dei suoi anthem.

## Biografia
Nato a Napoli, D'Auria iniziò la sua carriera come direttore d'orchestra nel suo paese natale negli anni '60 dell'Ottocento. Andò in tournée negli Stati Uniti nel 1881-1882 come direttore del tour di concerti di Adelina Patti. Gli piaceva così tanto il paese che emigrò negli Stati Uniti subito dopo, lavorando come direttore d'orchestra a New York City e Cincinnati a metà degli anni '80 dell'Ottocento.

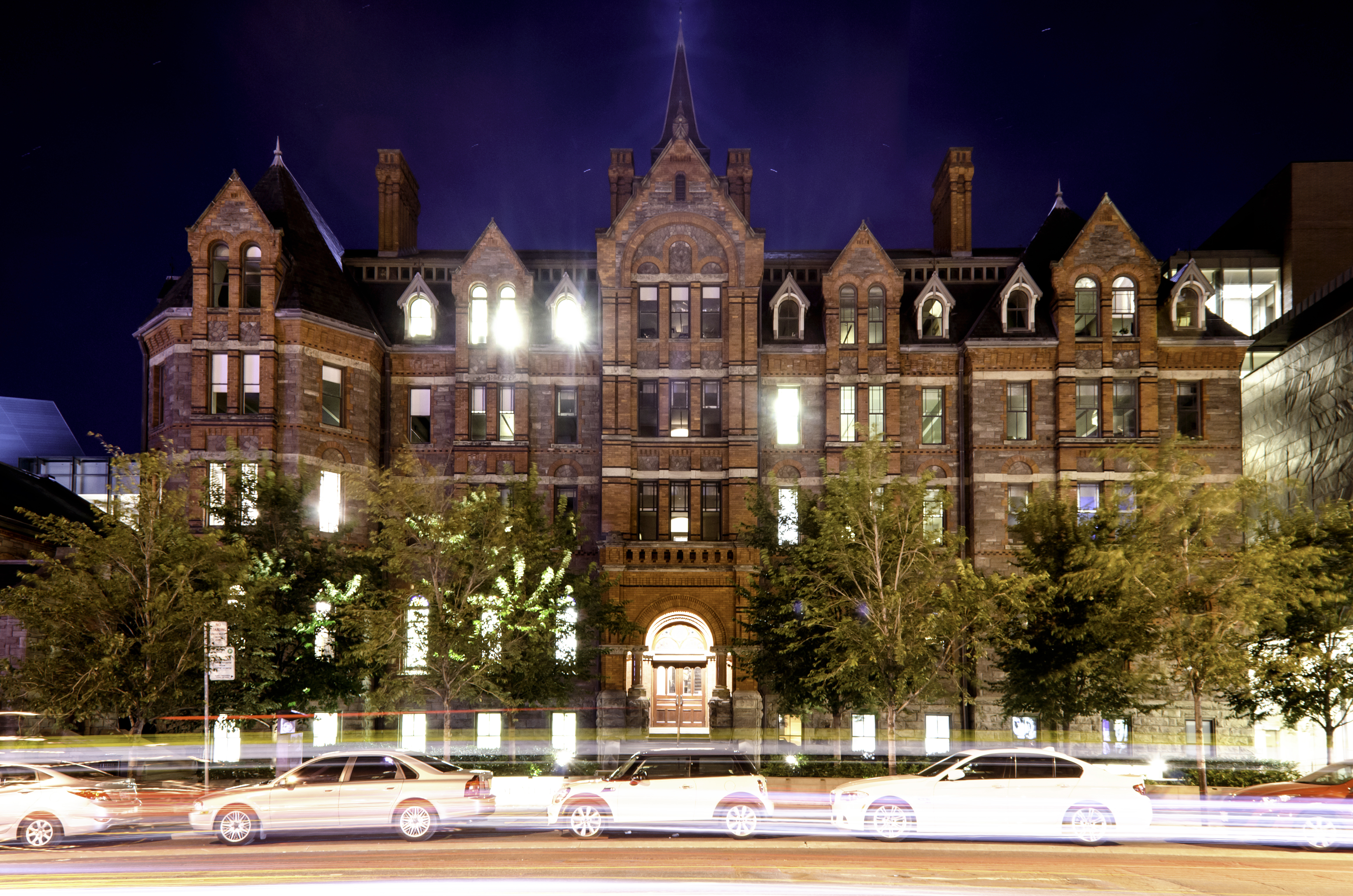
The Royal Conservatory of Music, Toronto

Nel 1887 D'Auria si trasferì in Canada per entrare a far parte della facoltà di canto del Conservatorio di musica di Toronto, dove insegnò per 8 anni. Tra i suoi allievi più importanti c'erano W.H. Hewlett, Edith Jane Miller e J.D.A. Tripp. Nel 1890 formò e diresse la Toronto Symphony Orchestra di breve durata (nessuna relazione con l'attuale orchestra con quel nome) che tenne diversi concerti all'inizio degli anni '90 dell'Ottocento, ma si sciolse per motivi finanziari. Nel 1895 entrò a far parte della facoltà del Conservatorio di Winnipeg dove rimase per due anni.

D'Auria tornò negli Stati Uniti nel 1897, vivendo e lavorando come insegnante di musica e direttore d'orchestra a Minneapolis per diversi anni. Tornò in Canada nel 1904, stabilendosi a Vancouver dove fu attivo come insegnante e direttore di coro. Il Vancouver Daily World riferì della sua morte il 24 agosto 1919 al St. Paul's Hospital e la provincia di Vancouver pubblicò un necrologio il 25 agosto, in cui si afferma che lasciò una vedova e due figli, il soprano Margherita D'Auria-Eaton e il capitano Victor D'Auria.